# Tennholmen
Tennholmen est une île dans le landskap Sunnhordland du comté de Vestland. Elle appartient administrativement à Lindås.

## Géographie
Rocheuse et désertique, à fleur d'eau, elle s'étend sur environ 68 m de longueur pour une largeur approximative maximale de 29 m. 